# U-21-Fußball-Afrikameisterschaft 1979
Die U-21-Fußball-Afrikameisterschaft 1979 war die erste Auflage des vom Afrikanischen Fußballverband (CAF) organisierten Turniers für Junioren-Fußball-Nationalmannschaften (U-21) Afrikas. Das Turnier begann am 6. August 1978 und endete am 25. Februar 1979. Sieger wurde Algerien. Der Turniersieger qualifizierte sich zusammen mit dem unterlegenen Finalisten Guinea für die Junioren-Weltmeisterschaft 1979 in Japan.

## Modus
Das Turnier wurde im K.-o.-System mit Hin- und Rückspielen ausgetragen. Bei Torgleichheit entschied die Auswärtstorregel über das Weiterkommen. Herrschte hier ebenso Gleichstand, wurde ohne vorherige Verlängerung ein Elfmeterschießen durchgeführt.

## Vorrunde
|           | Gesamt |            | Hinspiel | Rückspiel |
| --------- | ------ | ---------- | -------- | --------- |
| Kenia     | :      | Malawi     | :        | :         |
| Mauritius | :      | Madagaskar | :        | :         |
| Gambia    | :      | Senegal    | :        | :         |

Malawi, Madagaskar und Senegal sind nicht angetreten. Alle übrigen Mannschaften hatten spielfrei.

## Achtelfinale
| Datum                |           | Gesamt |                | Hinspiel | Rückspiel |
| -------------------- | --------- | ------ | -------------- | -------- | --------- |
| 6. / 19. August 1978 | Libyen    | 2:3    | AlgerienDZA    | 1:2      | 1:1       |
| 6. / 19. August 1978 | Ägypten   | 0:3    | Tunesien       | 0:1      | 0:2       |
| 6. / 19. August 1978 | Kenia     | 2:4    | Äthiopien      | 2:0      | 0:4       |
| 0                    | Mauritius | :      | Uganda         | :        | :         |
| 0                    | Marokko   | :      | Mali           | :        | :         |
| 0                    | Guinea    | :      | Togo           | :        | :         |
| 0                    | Kamerun   | :      | Elfenbeinküste | :        | :         |
| 0                    | Nigeria   | :      | Gambia         | :        | :         |

Uganda, Mali, Togo, die Elfenbeinküste und Gambia sind nicht angetreten.

## Viertelfinale
| Datum                           |           | Gesamt |           | Hinspiel | Rückspiel |
| ------------------------------- | --------- | ------ | --------- | -------- | --------- |
| 15. / 22. Oktober 1978          | Tunesien  | 1:2    | Algerien  | 1:2      | 0:0       |
| 17. September / 1. Oktober 1978 | Mauritius | 1:2    | Äthiopien | 1:1      | 0:1       |
| 20. Oktober / 11. November 1978 | Guinea    | 2:0    | Marokko   | 2:0      | 0:0       |
| 17. September / 1. Oktober 1978 | Nigeria   | 3:1    | Kamerun   | 1:1      | 2:0       |

## Halbfinale
| Datum                               |           | Gesamt |          | Hinspiel | Rückspiel |
| ----------------------------------- | --------- | ------ | -------- | -------- | --------- |
| 30. Dezember 1978 / 16. Januar 1979 | Äthiopien | 0:1    | Algerien | 0:0      | 0:1       |
| 30. Dezember 1978 / 14. Januar 1979 | Nigeria   | 1:2    | Guinea   | 0:1      | 1:1       |

## Finale
| Datum                 |          | Gesamt      |        | Hinspiel | Rückspiel |
| --------------------- | -------- | ----------- | ------ | -------- | --------- |
| 9. / 25. Februar 1979 | Algerien | (a) 4:4 (a) | Guinea | 2:1      | 2:3       |

## Ergebnis
Algerien und Guinea qualifizierten sich für die Junioren-Weltmeisterschaft 1979 in Japan. Dort setzte sich Algerien in der Vorrunde gegen Mexiko und die Gastgeber durch und erreichte als Gruppenzweiter hinter Spanien das Viertelfinale, schied dort gegen späteren Weltmeister Argentinien aus. Guinea beendete seine Vorrundengruppe ohne Punkt und Tor hinter Uruguay, der Sowjetunion und Ungarn auf dem letzten Platz.